# Hildegard Ochse
Pour les articles homonymes, voir Hildegard Ochse.
Hildegard Ochse  est une photographe Allemande, née le  7 décembre 1935 à Bad Salzuflen Allemagne, et morte le 28 juin 1997 à Berlin.

## Biographie
Hildegard Maria Helene Römer est née le 7 décembre 1935 à Bad Salzuflen, Allemagne, d’une mère auteure et poète, Emma Maria Krusemeyer, et d’un père professeur de langues, Arthur Peter Maria Römer. Hildegard Römer quitte la bourgeoisie de sa ville natale à 16 ans, grâce à une bourse d’étude. Elle embarque pour New York sur le SS United States avant de mettre le cap sur Rochester dans l’état de New York. La jeune fille bientôt rebelle emporte avec elle un cadeau de son père : un appareil photo. Ce dernier va lui servir à documenter sa vie quotidienne à l’instar d’un journal. Le père de sa famille d’accueil à Rochester, Ronald J. Gledhill, travaille en tant que chimiste au service développement de l’entreprise Eastman Kodak. C’est ainsi qu’elle apprend les rudiments de la photographie.
Hildegard Römer rentre en Allemagne un an plus tard, à bord du paquebot de luxe italien Andrea Doria, un diplôme de lycée américain en poche. Elle obtient son baccalauréat allemand en 1955 et commence des études de français, italien, allemand et histoire de l’art à l'université de Fribourg-en-Brisgau (Albert-Ludwigs-Universität Freiburg) auprès des professeurs Hugo Friedrich et Kurt Bauch. Elle entreprend de nombreux séjours linguistiques en Suisse, France et Italie pendant ses études et bénéficie d’une bourse pour aller étudier à Aix-en-Provence, France, en 1957. Devenant enceinte la même année, elle épouse le romaniste Horst Ochse en mars 1958. Elle se voit contrainte d’interrompre ses études, puis donne naissance à quatre enfants dans les années qui suivent. 
En 1973, la famille Ochse quitte Fribourg pour Berlin-Ouest, mais le ménage éprouve des difficultés et rompt trois ans plus tard. Séparée de son mari, Hildegard entame une nouvelle vie en 1980. Elle s’installe à son compte en tant qu’auteure-photographe. En 1987, elle se met à l’hébreu et aux études judaïques, fréquente régulièrement la synagogue, et voyage plusieurs fois en Israël. Souffrante depuis des années, elle apprend en 1995 qu’elle est atteinte de leucémie et meurt à l’été 1997 à Berlin, âgée de 61 ans. Elle est inhumée au cimetière boisé de la Heerstrasse situé dans le district actuel de Berlin-Westend. Benjamin Ochse, son fils devenu curateur, se charge d’administrer son patrimoine artistique.

## Œuvres
Début 1975, Hildegard Ochse renoue avec sa grande passion, son intérêt pour l’art et la photographie. Elle se forme en autodidacte, assistant à des cours à l’université populaire de Zehlendorf sous la direction de Hans Heinz Abel de l’association allemande pour la photographie, la DGPh, puis ceux de la Werkstatt für Photographie Berlin-Kreuzberg fondé par Michael Schmidt en 1976. Elle suit notamment l’enseignement d’Ulrich Görlich et de Wilmar Koenig et participe à des workshops donnés par les photographes américains Lewis Baltz, John Gossage, Ralph Gibson et Larry Fink, et par l’Allemand André Gelple. Hildegard s’adonne à la photographie pour elle-même et suit son propre commandement, même si des consignes extérieures lui sont données. Ses images véhiculent une vision et une connaissance nouvelles de ce qui opère devant nous. Quelques années plus tard, la Berlinische Galerie lui achète une première série de photographies, d’autres suivront. Dès 1978, elle enseigne la photographie à la Landesbildstelle (cinémathèque du Land) et à la Pädagogische Hochschule de Berlin (haute école pédagogique). Elle s’établit comme auteure-photographe indépendante à Berlin en 1981 et reçoit maintes commandes et bourses. Elle a été exposée en Allemagne et à l’étranger. Son dernier cycle complet a été produit en Normandie, France. 

## Postérité
Après sa mort prématurée en 1997, ses photographies sont exposées dans plusieurs lieux dont : la Haus am Kleistpark et la Galerie communale à Berlin, au Landtag du Brandebourg, à la galerie photographique C/O Berlin à l’Amerika Haus Berlin, au monument commémoratif du mur du Bundestag et le Brandenburgisches Landesmuseum für moderne Kunst (musée d’art moderne du Land de Brandebourg) à Cottbus. Ses clichés ont été acquis par diverses institutions et de nombreuses collections privées. Ils ont notamment intégré la Galerie berlinoise (en allemand : Berlinische Galerie) du Landesmuseum, la collection d’art du Deutsche Bundestag, l’université de Parme, et du musée d’art moderne du Land de Brandebourg. La Stiftung Kunstfonds, une fondation promouvant les beaux-arts contemporains en Allemagne, lui accorde une subvention à titre posthume en 2020 afin d’établir un catalogue raisonné de ses œuvres.
- 1979: Natur in der Stadt, Großstadtvegetation (La nature en ville / Végétation de la grande ville)
- 1979: Venedig (Venise)
- 1980: No Future – Café M_
- 1980: Landschaften (Paysages - Danemark sur la plage)
- 1980–83: Aspetti di Berlino (Aspects de Berlin)
- 1981: Großstadtkirchen (Églises des grandes villes)
- 1982: Bosa
- 1983: Topographische Sequenzen der Stadt und ihre wechselnden Landschaften (Séquences topographiques de la ville et de ses paysages changeants)
- 1983: Gastland Bundesrepublik Deutschland (Pays hôte République Fédérale d'Allemagne)
- 1983: Haus Marck: 7 Tage – 77 Fotografien (Maison Marck: 7 Journées - Photographies)
- 1983: Bomarzo
- 1984: Das Dorf D. (Le village D.)
- 1985: Filicudi
- 1985: Menschenbilder das fotografische Portrait (Images d'homme - Le portrait photographique)
- 1986–87: Der Eid auf die Verfassung (Le serment sur la constitution)
- 1987: KPM – Königlich Preußische Porzellanmanufaktur (KPM - La Manufacture royale de porcelaine de Prusse)
- 1989: Jerusalem – Stadt der Steine (Jérusalem - La ville des pierres)
- 1989: In Memoriam ! (En mémoire!)
- 1989–90: Metamorphose (Métamorphose)
- 1990: Wanderung durch Mark-Brandenburg (Randonnée à travers la Marrche Mark-Brandenbourg)
- 1990-91: Kinder (Les enfants)
- 1991: Jüdische Friedhöfe (Cimetières juifs)
- 1991: Normandie

## Rétrospectives  et expositions
- 1978: Galerie Franz Mehring, exposition de groupe, Berlin, Allemagne.
- 1979: Galerie Mutter Fourage, Berlin, Allemagne.
- 1983: Galerie Fioretta d'arte, Rispecchio (Réflexions), exposition de groupe, Paduoue, Italie.
- 1983: Galerie II Diaframma-Canon, Gastland Bundesrepublik Deutschland (Pays hôte République Fédérale d'Allemagne), exposition de groupe, Milan, Italie.
- 1984: HdK Berlin, Bilder einer Ausstellung (Photos d'une exposition), exposition solo, Foyer des Theatersaals, Berlin, Allemagne.
- 1985: Galleria fotografica comunale, Centro Culturale Pubblico Polivalente, Aspetti di Berlino, exposition solo, Ronchi dei Legionari près de Trieste, Italie, Allemagne.
- 1987: Martin-Gropius-Bau, Berlin - Berlin - Stadtfotografie (Topographische Sequenzen der Stadt und ihre wechselnden Landschaften (Séquences topographiques de la ville et de ses paysages changeants), Festspielgalerie 750 Jahre Berlin, exposition de groupe, Berlin, Allemagne.
- 1991: Galerie Inselstraße 13, Métamorphose, exposition de groupe, Berlin, Allemagne.
- 1992: Heimatmuseum Wedding, Frauenzimmer – Frauenräume (Chambres pour femmes - Espaces pour femmes), exposition de groupe, Berlin, Allemagne.
- 2004: Taranaki Art Gallery, Metamorphose, exposition solo, New Plymouth, Nouvelle-Zélande.
- 2009: Haus der Brandenburgisch-Preußischen Geschichte, Wanderung durch Mark-Brandenburg (Randonnée à travers Mark-Brandenburg), Potsdam, Allemagne.
- 2009: Europäische Kommission Vertretung in Deutschland, Mauerfall 1989 (Chute du mur), exposition de groupe, Berlin, Allemagne.
- 2009: Galerie im Kulturhaus Karlshorst, 20 Jahre Fall der Mauer (20 ans de la chute du mur), exposition de groupe, Berlin, Allemagne.
- 2010: Cafe Club International, Ulysses im Zeitalter von facebook und twitter (Ulysse à l'ère de Facebook et Twitter), exposition de groupe, vienne[3], Autriche.
- 2012: Haus am Kleistpark, Hildegard Ochse (1935–1997) – Das Vermächtnis einer Autorenfotografin (L'héritage d'un auteur photographe), exposition solo, Berlin[4], Allemagne.
- 2013: Landtag Brandenburg, Wendezeit 1989–1991, exposition solo, Potsdam[5], Allemagne.
- 2014: 18m Salon, BÜROZEIT u.a. Ansichten einer Autorenfotografin (HEURE DE BUREAU, etc. Vues d'une auteur-photographe), exposition solo, Berlin, Allemagne.
- 2015: Kommunale Galerie Berlin, Zwischen eigener Sicht und authentischer Realität (Entre perspective propre à soi et réalité authentique), exposition solo, Berlin[6], Allemagne.
- 2016: C/O Berlin, Kreuzberg – Amerika : Werkstatt für Photographie 1976–1986, exposition de groupe, Berlin[7], Allemagne.
- 2017: Photoplatz c/o Rissmann, Anfang und Ende (Début et fin), exposition solo, Berlin[8], Allemagne.
- 2018: Galerie Schwalenberg / Lippisches Landesmuseum, Starke Frauen in der Kunst – Künstlerinnen im Aufbruch zur Moderne (Femmes fortes dans l'art - Femmes artistes en marche vers la modernité), exposition de groupe, Schwalenberg[9],[10], Allemagne.
- 2018: Galerie des Heidelberger Forum für Kunst, Begegnung mit der Wirklichkeit (Rencontre avec la réalité), exposition de groupe, Heidelberg[11], Allemagne.
- 2018: Reinbeckhallen, Geld – Wahn – Sinn (Argent - Délire - Sens), exposition de groupe, Berlin[12], Allemagne.
- 2019: Mauer-Mahnmal Deutscher Bundestag, Was geht – was bleibt (Ce qui fonctionne - ce qui reste), exposition de groupe, Berlin[13], Allemagne.
- 2020: Kunstmuseum Dieselkraftwerk Cottbus, 1990. Fotografische Positionen aus einem Jahr, über ein Jahr (1990. Positions photographiques d’une année, sur un an), exposition de groupe, Cottbus[14], Allemagne.
- 2020: Galerie im Tempelhof Museum: Wild & Ochse – Zoologische Ansichten (Vues zoologiques), exposition de groupe, Berlin[15], Allemagne.
- 2020: Galerie Beate Brinkmann: Filicudi - Seestücke und Felsen (Filicudi  - Paysages marins et rochers), EMOP 2020, exposition solo, Berlin[16], Allemagne.